# Hastighetsåkning på skridskor vid olympiska vinterspelen 1972
Hastighetsåkning på skridskor vid olympiska vinterspelen 1972 i Sapporo, Japan.

## Medaljtabell
| Pl. | Nation        | Guld | Silver | Brons | Totalt |
| --- | ------------- | ---- | ------ | ----- | ------ |
| 1   | Nederländerna | 4    | 3      | 2     | 9      |
| 2   | USA           | 2    | 1      | 1     | 4      |
| 3   | Västtyskland  | 2    | 0      | 0     | 2      |
| 4   | Norge         | 0    | 2      | 2     | 4      |
| 5   | Sovjetunionen | 0    | 1      | 2     | 3      |
| 6   | Sverige       | 0    | 1      | 1     | 2      |
|     | Totalt        | 8    | 8      | 8     | 24     |

## Medaljörer

### Herrar
| Gren                     | Guld                       | Guld          | Silver                     | Silver   | Brons                         | Brons    |
| 500 meter Detaljer...    | Erhard Keller Västtyskland | 39,44 (OR)    | Hasse Börjes Sverige       | 39,69    | Valerij Muratov Sovjetunionen | 39,80    |
| 1 500 meter Detaljer...  | Ard Schenk Nederländerna   | 2:02,96 (OR)  | Roar Grønvold Norge        | 2:04,26  | Göran Claeson Sverige         | 2:05,89  |
| 5 000 meter Detaljer...  | Ard Schenk Nederländerna   | 7:23,61       | Roar Grønvold Norge        | 7:28,18  | Sten Stensen Norge            | 7:33,39  |
| 10 000 meter Detaljer... | Ard Schenk Nederländerna   | 15:01,35 (OR) | Kees Verkerk Nederländerna | 15:04,70 | Sten Stensen Norge            | 15:07,08 |

### Damer
| Gren                    | Guld                            | Guld         | Silver                             | Silver  | Brons                              | Brons   |
| 500 meter Detaljer...   | Anne Henning USA                | 43,33 (OR)   | Vera Krasnova Sovjetunionen        | 44,01   | Ljudmila Titova Sovjetunionen      | 44,45   |
| 1 000 meter Detaljer... | Monika Pflug Västtyskland       | 1:31,40 (OR) | Atje Keulen-Deelstra Nederländerna | 1:31,61 | Anne Henning USA                   | 1:31,62 |
| 1 500 meter Detaljer... | Dianne Holum USA                | 2:20,85 (OR) | Stien Baas-Kaiser Nederländerna    | 2:21,05 | Atje Keulen-Deelstra Nederländerna | 2:22,05 |
| 3 000 meter Detaljer... | Stien Baas-Kaiser Nederländerna | 4:52,14 (OR) | Dianne Holum USA                   | 4:58,67 | Atje Keulen-Deelstra Nederländerna | 4:59,91 |

## Trupper

### Australien
1. Colin Coates
2. Jim Lynch

### Finland
1. Seppo Hänninen
2. Arja Kantola
3. Kimmo Koskinen
4. Leo Linkovesi
5. Jouko Salakka
6. Tuula Vilkas

### Frankrike
1. Richard Tourné

### Italien
1. Giovanni Gloder
2. Bruno Toniolli

### Japan
1. Akiko Ariga
2. Takayuki Hida
3. Norio Hirate
4. Kaname Ide
5. Kiyomi Ito
6. Satomi Koike
7. Mutsuhiko Maeda
8. Osamu Naito
9. Yoshiko Onozawa
10. Jitsuko Saito
11. Keiichi Suzuki
12. Masaki Suzuki
13. Emiko Taguchi

### Kanada
1. Andrew Barron
2. Sylvia Burka
3. Gerard Cassan
4. John Cassidy
5. Gayle Gordon
6. Bob Hodges
7. Jennifer Jackson
8. Donna McCannell
9. Cathy Priestner
10. Kevin Sirois

### Mongoliet
1. Luvsanlkhagvyn Dasjnjam
2. Luvasansharavyn Tsend

### Nederländerna
1. Stien Baas-Kaiser
2. Jan Bols
3. Elly van den Brom
4. Jappie van Dijk
5. Atje Keulen-Deelstra
6. Trijnie Rep
7. Ard Schenk
8. Sippie Tigchelaar
9. Eddy Verheijen
10. Kees Verkerk

### Nordkorea
1. Choi Dong-Wuk
2. Han Pil-Hwa
3. Kim Bok-Sun
4. Kim Myeong-Ja
5. Kim Ok-Sun
6. Tak In-Suk

### Norge
1. Lisbeth Korsmo
2. Kirsti Biermann
3. Per Bjørang
4. Lasse Efskind
5. Dag Fornæss
6. Roar Grønvold
7. Per Willy Guttormsen
8. Ole Christian Iversen
9. Johan Lind (skridskoåkare)
10. Willy Olsen
11. Sten Stensen
12. Svein-Erik Stiansen
13. Sigrid Sundby
14. Bjørn Tveter

### Sovjetunionen
1. Alla Butova
2. Vladimir Komarov
3. Vera Krasnova
4. Valery Lavrusjkin
5. Valerij Muratov
6. LJudmila Savrulina
7. Kapitolina Seregina
8. Nina Statkevitj
9. Ljudmila Titova

### Storbritannien
1. John Blewitt
2. David Hampton

### Sverige
1. Hasse Börjes
2. Göran Claeson
3. Sylvia Filipsson
4. Johan Granath
5. Johnny Höglin
6. Ylva Hedlund
7. Ann-Sofie Järnstrøm
8. Göran Johansson
9. Ove König
10. Örjan Sandler
11. Mats Wallberg

### Sydkorea
1. Choi Jung-Hyi
2. Jeon Seon-Ok
3. Jeong Chung-Ku
4. Lee Kyeong-Hyi

### USA
1. Neil Blatchford
2. Connie Carpenter
3. Daniel Carroll
4. Peter Eberling
5. Charles Gilmore
6. Anne Henning
7. Dianne Holum
8. Gary Jonland
9. Clark King
10. Bill Lanigan
11. Kay Lunda
12. Greg Lyman
13. Jean Omelenchuk
14. Leah Poulos
15. John Wurster
16. Sheila Young

### Västtyskland
1. Paula Dufter
2. Erhard Keller
3. Hans Lichtenstern
4. Monika Pflug
5. Herbert Schwarz
6. Monika Stützle
7. Gerhard Zimmermann

### Österrike
1. Otmar Braunecker

### Östtyskland
1. Ruth Budzich-Schleiermacher
2. Rosemarie Taupadel